# Éthynediol
L'éthynediol ou acétylènediol est un composé organique de formule semi-développée HO–C≡C–OH. C'est le dialcool de l'éthyne. L'éthynediol est instable en phase condensée bien que son tautomère, l'éthanedial (glyoxal), O=CH–CH=O soit bien connu.

## Détection
L'éthynediol a été observé pour la première fois en 1986 par J. K. Terlouw et al. en phase gazeuse par spectrométrie de masse. En 1995, ce composé a été obtenu par Günther Maier et Christine Rohr en photolysant de l'acide squarique dans une matrice d'argon solide à 10 K (−263,2 °C).

## Dérivé

### Alkoxyde
Bien que le diol n'ait qu'une existence éphémère sous forme condensée, les sels et dérivés de sa base conjuguée, le dianion éthynediolate (acétylènediolate), (OC≡CO)2− sont bien connus. Ces alkoxydes sont formellement dérivés de éthynediol par la perte de deux protons mais en fait, ils ne sont pas générés de cette manière mais plutôt par la réduction du monoxyde de carbone. L'éthynediolate de potassium, K2C2O2 a d'abord été obtenu par Justus von Liebig en 1834, par réaction du monoxyde de carbone avec du potassium métallique. Cependant, pendant très longtemps, le composé issu de cette réaction était vu comme étant le "potassium carbonyl". Au cours des 130 ans suivants, de nombreux autres "carbonyls" ont été décrits : sodium (Johannis, 1893), baryum (Gunz et Mentrel, 1903), strontium (Roederer, 1906) et lithium, rubidium et césium (Pearson, 1933).
La vraie structure de ces sels n'a été clarifiée qu'en 1963 par Werner Büchner et E. Weiss,. Finalement, en 1964, ils montrent que la réaction produit un mélange d'éthynediolate de potassium, K2C2O2 et de benzènehexolate de potassium, K6C6O6.
Les éthynediolates peuvent également être préparés par la réaction -rapide- du CO sur une solution du métal correspondant dans l'ammoniac liquide à basse température. L'éthynediolate de potassium est un solide jaune pâle qui réagit de façon explosive avec l'air, les halogènes, les hydrocarbures halogénés, les alcools, l'eau et toute substance qui possède un ou des atomes d'hydrogène acides.

### Éther
Bien qu'encore pratiquement non dérivé de l'éthynediol, un grand nombre de composés structurellement éthynediolate stables sont connus. Les exemples incluent les diéthers diisopropoxyéthyne, ((CH3)2CH)–O–C≡C–O–(CH(CH3)2) et di-tert-butoxyéthyne, ((CH3)3C)–O–C≡C–O–(C(CH3)3).

### Complexe de coordination
Le complexe [TaH(HOC≡COH)(dmpe)2Cl]+Cl− (dmpe = bis(1,2-diméthylphosphino)éthane) est un dérivé de l'éthynediol.
Des éthynediolates et des anions analogues tels que des deltates, C3O32− et des squarates, C4O42− ont été obtenus à partir de monoxyde de carbone sous conditions douces par couplage réducteur de ligands CO en chimie des organo-uraniens.